# Thermopsis rhombifolia
Thermopsis rhombifolia là một loài thực vật bản địa các đồng bằng Bắc Mỹ.  
Một thành viên của Họ đậu, nó phát triển ở thảo nguyên, sườn đồi, và các khu vực rừng loang lổ, nó cao khoảng 30 cm, và có hoa màu vàng sáng vàng về cm dài. Những bông hoa được thường được sử dụng bởi người bản địa như là một nguồn gốc của vàng nhuộm và đã được đun sôi trong một chè là một chữa bệnh dạ dày bệnh cho người và ngựa. Cây có tính độc, các triệu chứng của ngộ độc nếu ăn phải bao gồm nôn mửa, chóng mặt, đau bụng.

## Hình ảnh

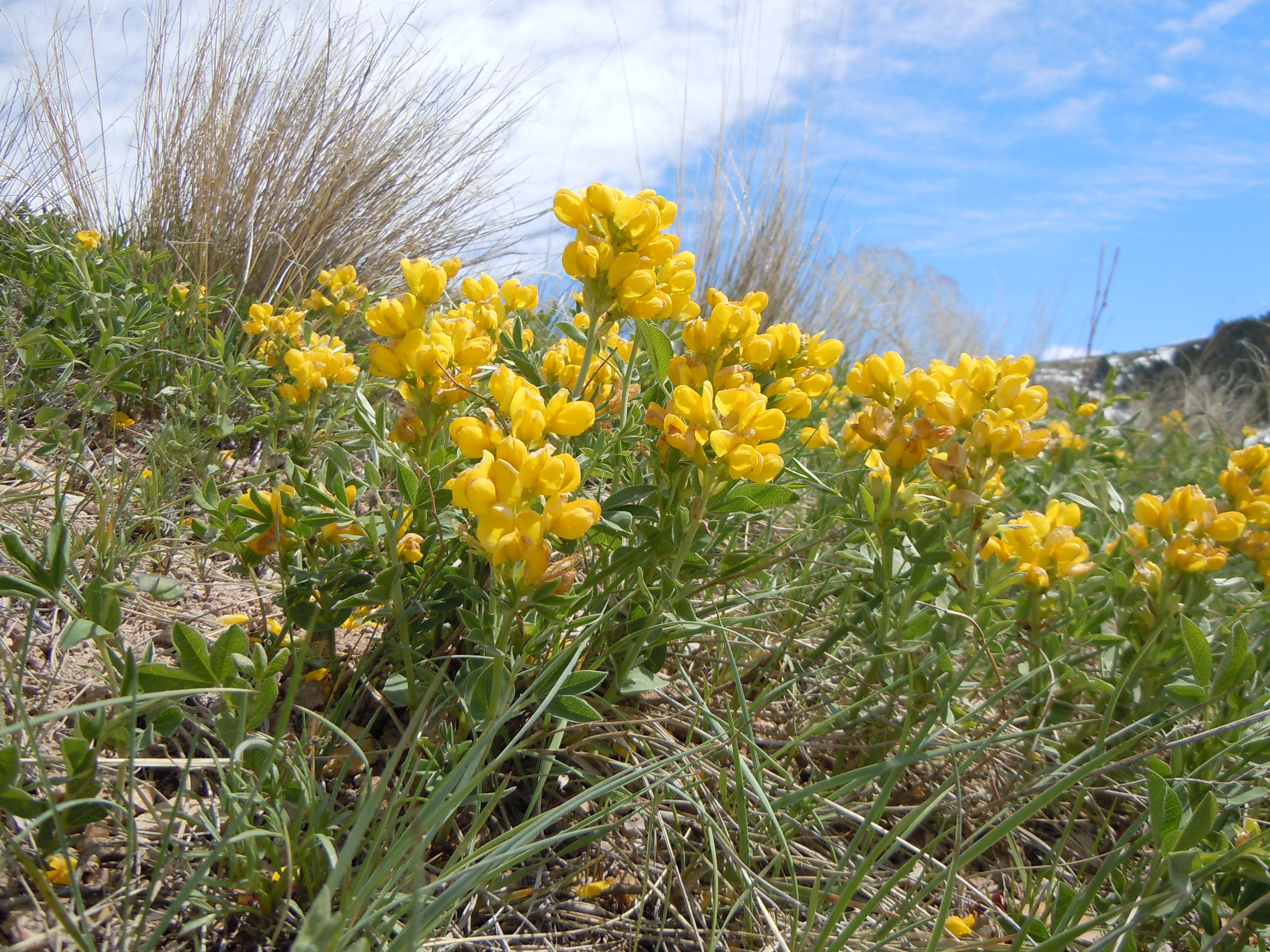
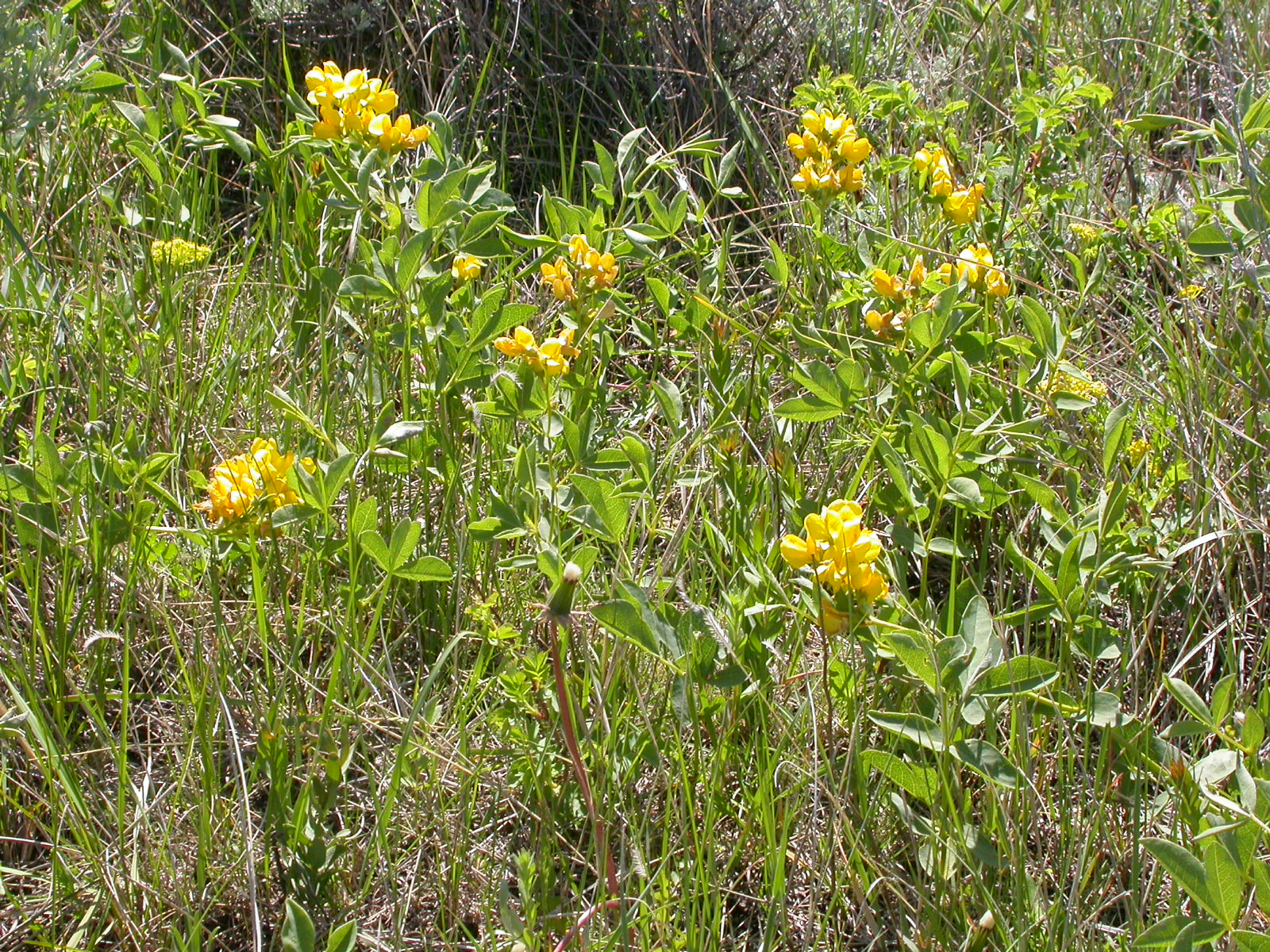
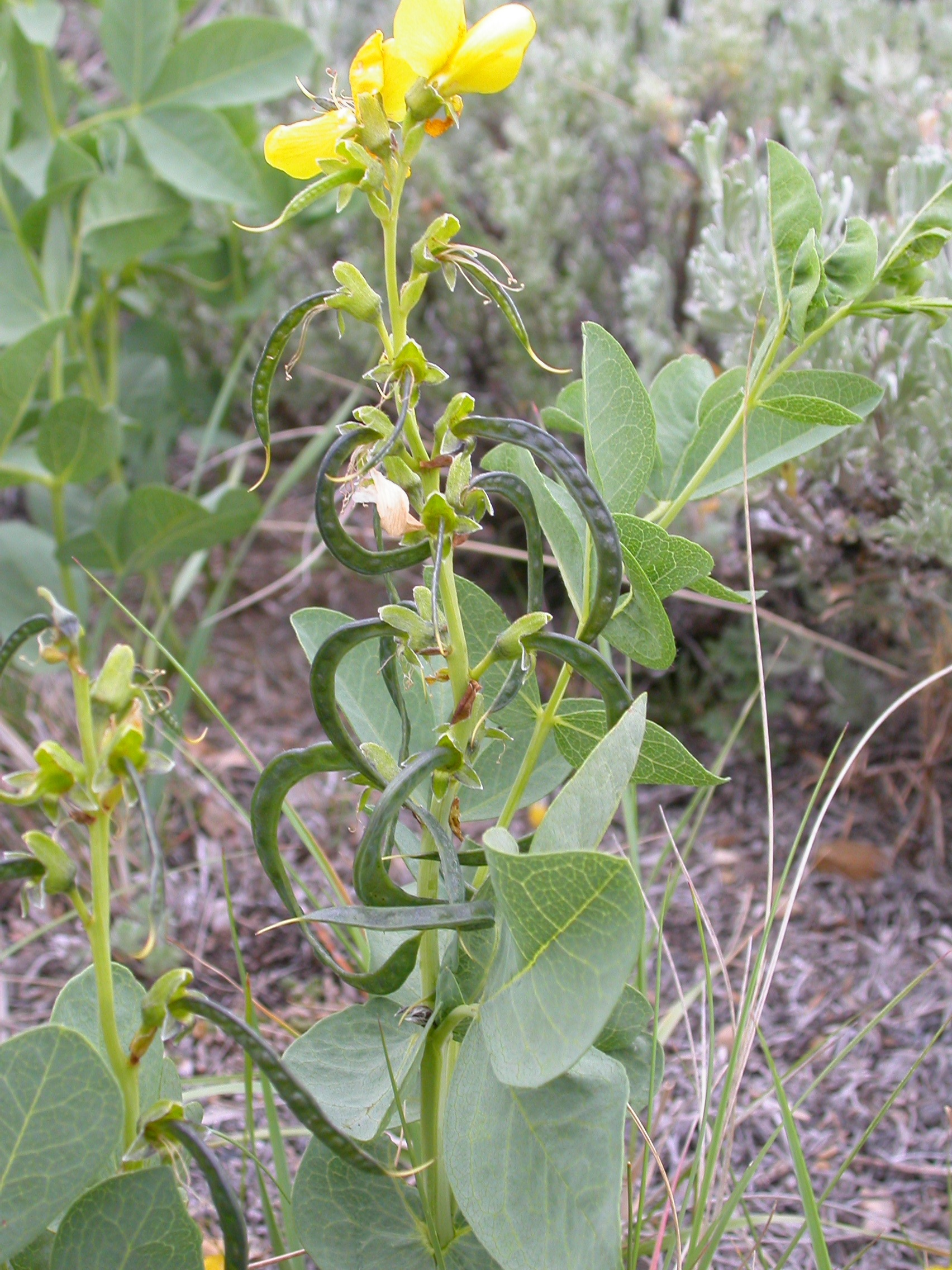
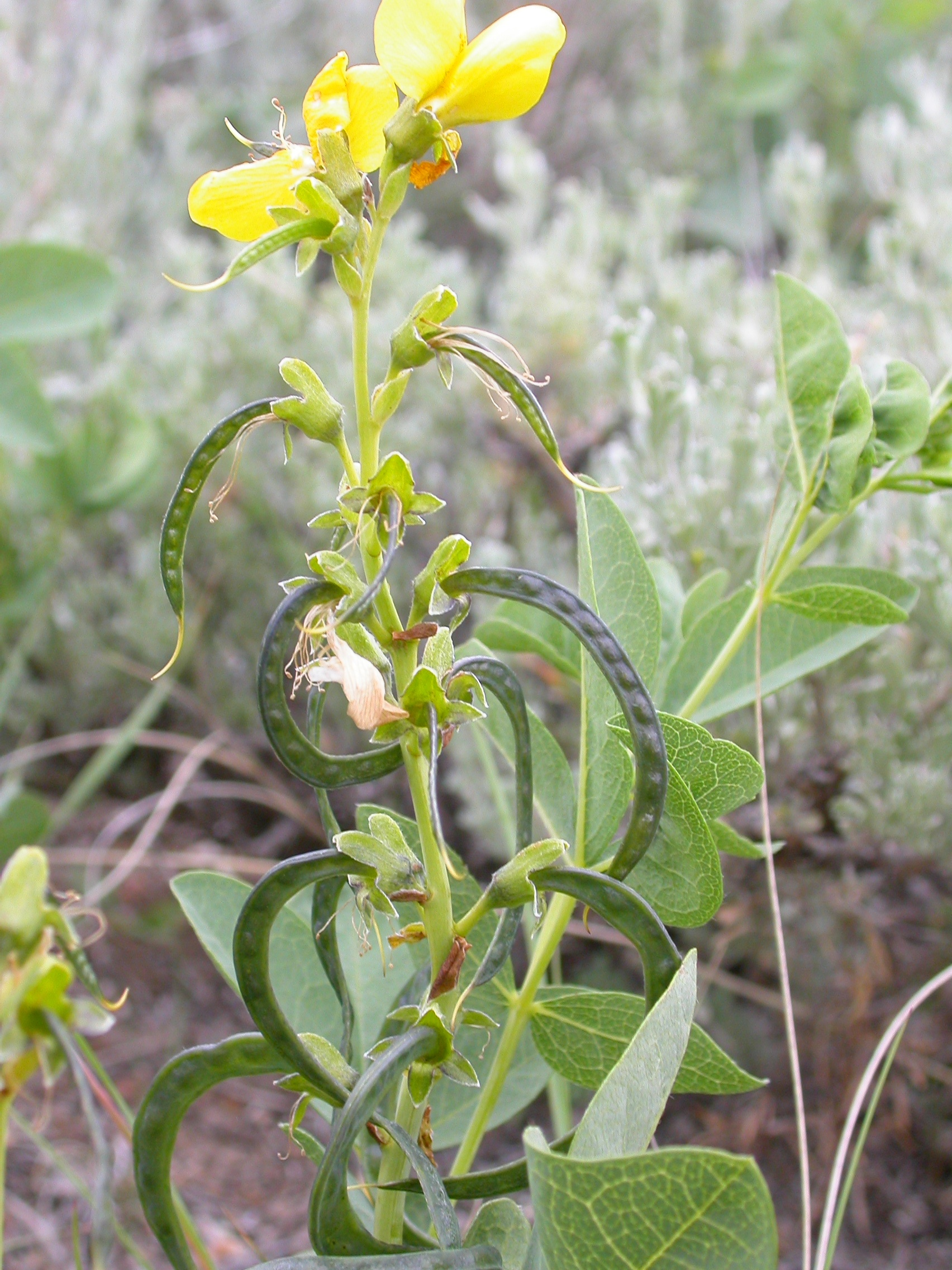